# Fermi's gulden regel
Fermi's Gulden Regel is in de kwantummechanica een methode om de overgangswaarschijnlijkheid per tijdseenheid te berekenen van een energieniveau (eigentoestand) van een kwantumsysteem naar een continuüm van eigentoestanden. De Gulden Regel wordt gevonden met behulp van storingsrekening.
We gaan uit van een kwantumsysteem dat verkeert in een eigentoestand {\displaystyle |i\rangle } van een gegeven Hamiltoniaan {\displaystyle H_{0}}. We bekijken het effect van een (mogelijk tijdsafhankelijke) storende Hamiltoniaan {\displaystyle H'}. Als {\displaystyle H'} tijdonafhankelijk is, gaat het systeem alleen over naar toestanden in het continuüm met dezelfde energie als de begintoestand. Als {\displaystyle H'} oscilleert als een functie van de tijd met een hoekfrequentie {\displaystyle \omega }, gaat de overgang naar toestanden met een energie die {\displaystyle \hbar \omega } verschillen van de begintoestand. In beide gevallen wordt de overgangswaarschijnlijkheid per tijdseenheid van toestand {\displaystyle |i\rangle } naar een stel eindtoestanden {\displaystyle |f\rangle } gegeven (tot op eerste orde van de verstoring) als
{\displaystyle T_{i\rightarrow f}={\frac {2\pi }{\hbar }}\left|\langle f|H'|i\rangle \right|^{2}\rho ,}
met {\displaystyle \rho } de dichtheid van eindtoestanden (aantal toestanden per energie-eenheid) en {\displaystyle \langle f|H'|i\rangle } het matrixelement (in bra-ket notatie) van de storing {\displaystyle H'} tussen de begin- en eindtoestanden. Deze overgangswaarschijnlijkheid heet ook wel vervalkans en houdt verband met de gemiddelde levensduur.
Fermi's Gulden Regel is geldig als de bevolking van de begintoestand niet is uitgedund door verstrooiing naar de eindtoestanden.
Meestal wordt de Regel afgeleid uit tijdsafhankelijke storingsrekening door de limiet te nemen voor absorptie als de meettijd veel groter is dan de tijd die nodig is voor de overgang.
Hoewel de regel naar Fermi vernoemd is, werd het meeste werk gedaan door Dirac die een bijna gelijke vergelijking opstelde, met de drie componenten van een constante, het matrixelement van de storing en een energieverschil. De regel heet naar Fermi omdat hij het een nuttig verband vond en de naam gaf van "Golden Rule No. 2." Fermi's Gulden Regel is daarmee een voorbeeld van de Wet van Stigler: geen ontdekking heet naar zijn ontdekker.
Alleen de absolute waarde van het matrixelement {\displaystyle \langle f|H'|i\rangle } komt voor in Fermi's regel. Maar de fase van dit matrixelement bevat verdere informatie over de overgang. Deze komt voor in uitdrukkingen voor de semiklassieke Boltzmannvergelijking voor elektronentransport.